# Přílepy (Kroměříži járás)
Přílepy település Csehországban, Kroměříži járásban. Přílepy Martinice, Holešov és Lukoveček településekkel határos. Lakosainak száma 1014 fő (2024. január 1.).

## Népesség
A település lakosságának változását az alábbi diagram mutatja:
| Lakosok száma | 512  | 540  | 672  | 734  | 810  | 834  | 976  | 984  | 993  | 1014 |
|               | 1869 | 1890 | 1921 | 1950 | 1980 | 2001 | 2017 | 2019 | 2022 | 2024 |